# Goniothalamus dumontetii
Goniothalamus dumontetii är en kirimojaväxtart som beskrevs av Richard M.K. Saunders och Jérôme Munzinger. Goniothalamus dumontetii ingår i släktet Goniothalamus och familjen kirimojaväxter. Inga underarter finns listade i Catalogue of Life.